# Zio Pecos
Gli Zio Pecos sono un gruppo musicale italiano, attivo dal 2007 come attività di spettacolo live e come produzione di canzoni di musica leggera. 

## Storia del gruppo
Dopo aver suonato insieme in varie formazioni provvisorie e parallele, Francesco Zagaglia (voce chitarra), Thomas Bellezze (chitarra), Luca Pucci (contrabbasso) e Nicola Emiliani (batteria) formano la band con il nome iniziale Gli amici dello Zio Pecos (poi Zio Pecos) ispirandosi a un personaggio della serie Tom&Jerry, con la chitarra e ironico, molto in linea col modo della band di approcciare alla musica.
L’attività concertistica inizia nel 2007, ma è nel 2010 che esce l’album d’esordio “Tribù”, composto da 9 canzoni in diversi stili ispirati al folk, al blues; registrato e missato negli studi della band.
Nel 2010 la commissione del Centro studi F. Enriquez consegna alla band il “Premio Enriquez – sezione musica” come artisti emergenti. 
Nel 2010 collaborano col Consorzio Case9 Agrirock, collettivo di artisti autori di canzoni dialettali marchigiane e le loro composizioni vengono studiate nella tesi di laurea “Dialetto e musica” in Dialettologia italiana dell’università degli studi di Macerata.
Nel 2012 esce l’album “Oppure no” con 9 composizioni che si muovono tra il rockabilly degli esordi e il pop. 
Nel 2014 esce il singolo Donna Bomba.
Nel 2015 esce l’album Live Quattro birre, per favore mix di cover e brani propri. 
Nel 2016 escono i singoli Giovane e “Novantasei”.
Nel 2017 escono i singoli “Umilissimo” e “Roveri”. 
Nel 2018 esce il singolo "Le azioni noiose". 
Nel 2018 i singoli vengono raggruppati nell’album “Dentro le cose” insieme ad altri brani inediti per un totale di 10 tracce. L’album ha un sound nuovo per la band con l’introduzione dei sintetizzatori.
Nel 2019 sono ammessi alle audizioni di Musicultura e vincono Premio del gradimento del pubblico.
Nel 2022 curano l'edizione di brani dialettali e li pubblicano sotto l'etichetta Consorzio Agrirock. 
Il 17 Giugno 2022 esce l'album degli Zio Pecos: Chiaroscuro  accompagnato dal singolo Un mondo migliore. 

## Formazione
- Francesco Zagaglia - voce, chitarra (2007 - presente)
- Thomas Bellezze - chitarra, cori (2007 - presente)
- Luca Pucci - basso, cori (2007 - presente)
- Nicola Emiliani - batteria, cori (2007 - presente)
- Luca Gatto - sintetizzatore (2018 - presente)

## Discografia

### Album in studio
- 2011 - Tribù
- 2012 - Oppure no
- 2018 - Dentro le cose
- 2022 - Chiaroscuro

### Album dal vivo
- 2015 - Quattro birre per favore